# Yun Mi-Jin
Yun Mi-Jin (en hangul: 윤미진; en hanja: 尹美進; romanització: Yun Mi-jin) (Daejeon, Corea del Sud 1983) és una tiradora amb arc sud-coreana, guanyadora de tres medalles olímpiques.
Va néixer el 30 d'abril de 1983 a la ciutat de Daejeon, població situada al centre de Corea del Sud.

## Carrera esportiva
Va participar, als 17 anys, en els Jocs Olímpics d'Estiu del 2000 realitzats a Sydney (Austràlia), on va aconseguir guanyar la medalla d'or en les proves femenines individual i per equips. En els Jocs Olímpics d'Estiu de 2004 realitzats a Atenes (Grècia) aconseguí revalidar el títol per equips però finalitzà cinquena en la prova individual.
Al llarg de la seva carrera esportiva ha guanyat tres medalles d'or en el Campionat del Món de tir amb arc i una en els Jocs Asiàtics.